# Falkenbergs rådhus

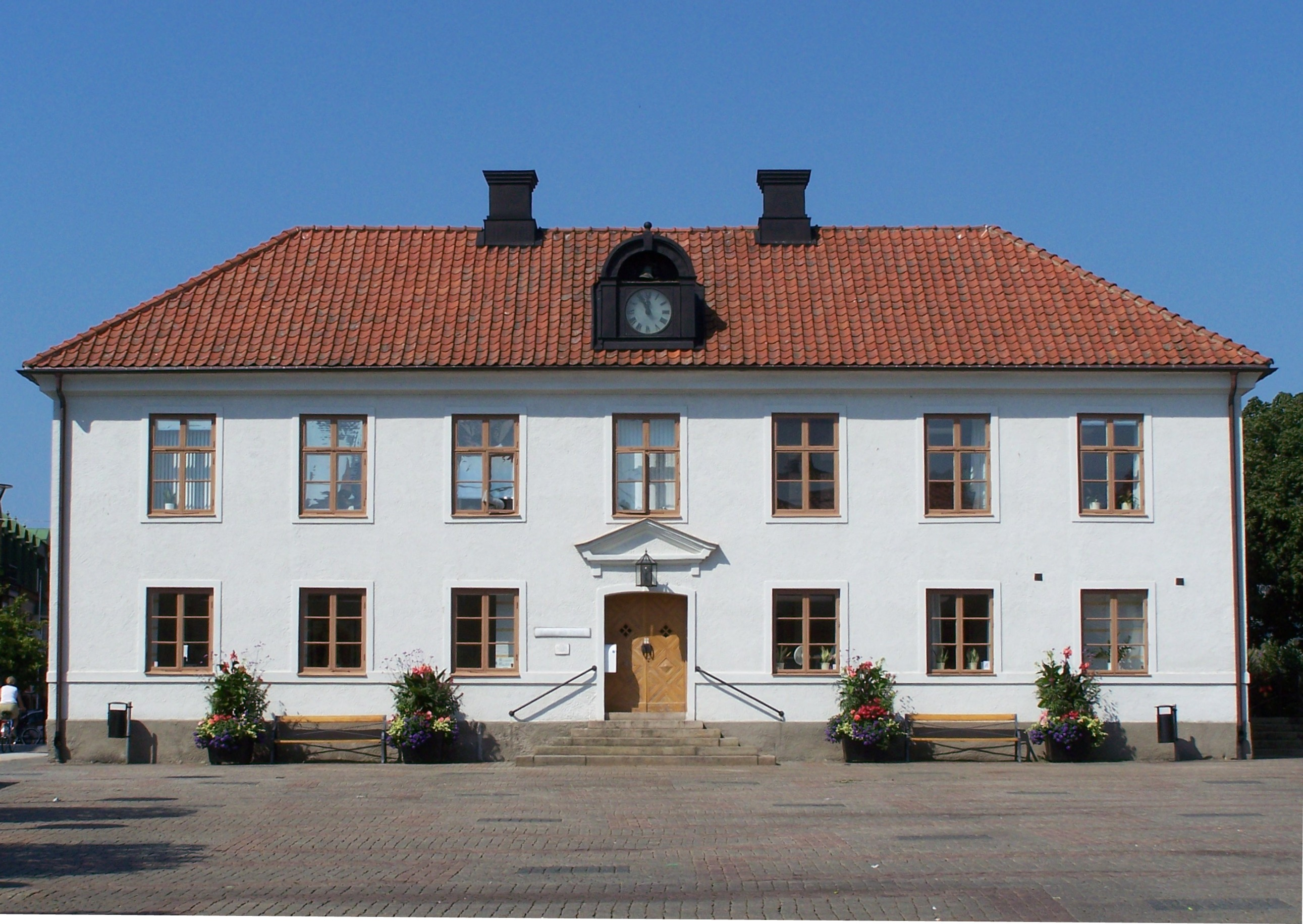
Falkenbergs rådhus används numera av kommunen

Falkenbergs rådhus är en byggnad från 1826. Huset har gett namn åt det torg det ligger vid, Rådhustorget.
Falkenbergs stad byggde det första rådhuset 1760. Det var ett trähus i en våning. Vid den tiden låg Falkenbergs centrum vid Sankt Laurentii kyrka, men bland annat genom Tullbron växte staden uppströms. Därför kom rådhuset att byggas norr om stadens dåtida centrum. 
Rådhuset blev med tiden tämligen förfallet och var även litet, vilket gjorde att det efter beslut 8 juli 1825 kom att uppföras ett nytt rådhus 1826. På den undre våningen fanns Falkenbergs äldsta skola, Pedagogien, dess rektors bostad, stadens arrester, brandredskap samt mått och vikter. På övervåningen fanns rådhusrättens sessionsal och en festsal
Efterhand kom de delar av undervåningen som inte hörde till skolan att användas för polisiära ändamål. En omfattande renovering genomfördes 1872–1874. Pedagogien lades ner 1 juli 1893, den ersattes av en elementarskola, som fanns kvar i lokalerna fram till 1906. En mindre tillbyggnad genomfördes 1913. 
Mellan 1901 och 1946 sammanträdde stadsfullmäktige i festsalen, som därefter blev inrett till kontor. När Falkenbergs stadshus blivit färdigt lämnade förvaltningen huset, som därefter var polisstation fram till ett nytt polishus invigdes 1971. Byggnaden användes som kontorslokal för stadsarkitektkontoret, nuvarande  stadsbyggnadskontoret, från 1971 till 2000 då det efter en omorganisation flyttade till Stadshuset och kultur- och fritidskontoret flyttade in.